# 久伊豆神社 (久喜市菖蒲町新堀2364)
久伊豆神社（くいずじんじゃ）は、埼玉県久喜市の神社。

## 歴史
創建年代は不明である。ただ江戸時代に新堀村が上下の2村に分離していることから、その頃に創建されたものと推測される。近くの南蔵院が別当寺であった。
久伊豆神社の祭神は、通常大己貴命である。ところが当社では宇賀御魂命となっている。
1873年（明治6年）、近代社格制度に基づく「村社」に列せられ、1909年（明治42年）の神社合祀により、周辺の2社が合祀された。
「久伊豆神社」は、本来「ひさいずじんじゃ」であり、他地域の久伊豆神社ではそのように呼ばれているが、当社では「くいずじんじゃ」と呼ばれている。近くの下新堀久伊豆神社も「くいずじんじゃ」である。。

## 文化財
- 上新堀久伊豆神社絵馬（久喜市指定文化財 平成4年3月23日指定）[3]

## 交通アクセス
- 路線バス新堀停留所より徒歩20分。